# Drei Rosen (Wolkenstein)
Drei Rosen ist eine Siedlung, die zur Stadt Wolkenstein in Sachsen gehört. Drei Rosen war bis 1999 Teil der Gemeinde Hilmersdorf und wurde mit dieser nach Wolkenstein eingemeindet.
Der Name Drei Rosen soll auf einen Grafen von den Drei Rosen zurückgehen. Da die ehemaligen drei Bauerngüter eine wunderschöne Lage hatten, könnte man auch so auf den Namen Drei Rosen gekommen sein.
Ehemals bestand die Siedlung aus drei Bauergütern, die im 19. Jahrhundert als Neue Häuser bezeichnet wurden. Die zu den Bauergütern gehörenden Scheunen bzw. Stallungen wurden später zu Wohnhäusern umgebaut. Momentan bestehen hier sieben bewohnte Häuser. Die Einwohnerzahl sank im Laufe der Zeit von ehemals 33 Bewohnern auf nunmehr 18.